# Hazaribagh
Hazaribagh (en hindi: हज़ारीबाग़ ) es una localidad de la India, centro administrativo del distrito de Hazaribagh en el estado de Jharkhand.

## Geografía
Se encuentra a una altitud de 626 m s. n. m. a  km de la capital estatal, Ranchi, en la zona horaria UTC +5:30.

## Demografía
Según estimación 2010 contaba con una población de 156.700 habitantes.